# Psaní levou rukou
Někteří lidé píší pravou a jiní levou rukou. Dominance jedné ruky nad druhou (lateralita) se vyvine již v dětství, většinou se jedná o pravorukost. Dominantní ruka je obratnější, preferujeme ji při činnostech, které vyžadují přesnost nebo větší sílu. Tato převaha jedné ruky (ale i nohy, oka nebo ucha) se začne výrazněji projevovat zhruba okolo 4. roku života, přičemž základ tohoto procesu je položen již v prenatálním vývoji.
Naše prostředí je pravoruké, většina náčiní a pomůcek jsou upraveny pro použití pravou rukou, stejně tak veřejné prostory a pracovní prostředí. Například osvětlení ve třídách je uzpůsobeno tak, aby správně osvětlovalo psací plochu praváka, tedy zleva, aby si nestínil píšící rukou. Některé nástroje běžného užití jsou pro leváka nevhodné (kuchyňská škrabka, nůžky, hudební nástroje, nářadí).
Také naše písmo vzniklo v pravorukém prostředí, píše a čte se zleva doprava, tak jak je to přirozené pro praváka.

## Historie
Do poloviny minulého století se leváci ve škole učili psát pravou rukou, byl to zcela běžný způsob a nikdo se nad tím nepozastavoval. Levák tedy prováděl běžné činnosti levou rukou, ale psal rukou pravou. Až později se zjistilo, že násilné přecvičení přirozené laterality s sebou může nést potíže neurologického nebo emočního charakteru. Přecvičováním se nezmění orgánová dominance, ale potlačují se její projevy. Nejhůře nesou přecvičování silně vyhranění leváci.
U nás bylo přecvičování ve školách zakázáno v roce 1967 vyhláškou ministerstva školství.  Zásluhu na tom mají logopedi Miloš Sovák a František Synek. Navazují na skotskou pedagožku M.M. Clarkovou, která v roce 1957 nastínila dodnes používanou metodiku výuky psaní leváků. Tato metoda je založena na symetrické podobě psaní vzhledem k pravé ruce, dnes tzv. dolní způsob psaní.

## Levák ve škole
Nevýhoda leváků při psaní spočívá v tom, že směr písma je orientovaný zleva doprava a také sklon psacího písma je přizpůsobený psaní praváků. Pravák vidí, co píše, a rukou si text nerozmazává, používá při tom přirozený pohyb ruky od středu těla doprava, ne tak levák.
V tom je rozdíl od předškolních grafických projevů a kreslení, ty probíhají přirozeně zrcadlově, pohyb se přizpůsobuje podmínkám a levák není v nevýhodě.

## Metody psaní leváků

### Dolní metoda

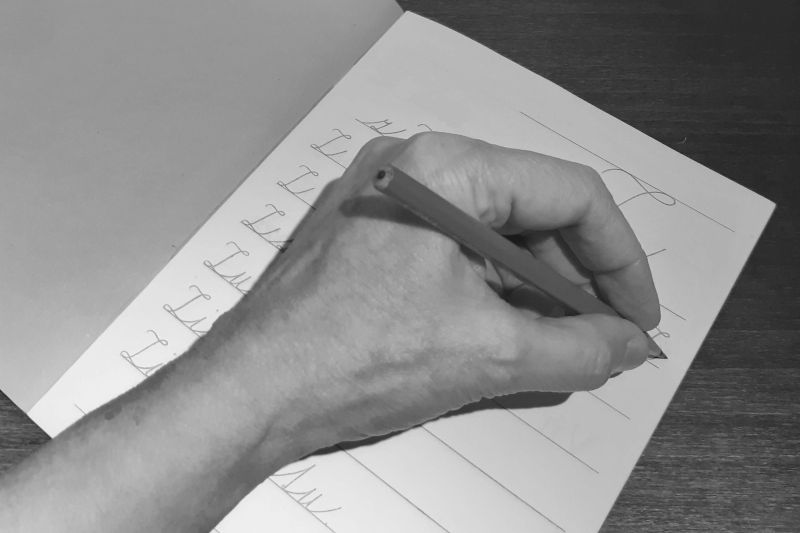
Dolní metoda psaní levou rukou

Zpočátku (v 60. letech minulého století)  se u nás pro levoruké psaní začal používat způsob, při kterém má levá ruka stejnou polohu jako pravá, jen stranově převráceně.  Papír je orientován také zrcadlově a ruka je položena  pod linkou. Tato metoda převažuje ještě v současnosti na většině škol. Ivo Vodička uvádí, že nemá teoretické opodstatnění a většině leváků, kteří jí prošli, nevyhovuje a spontánně přecházejí k tzv. drápovitému nebo hornímu psaní.
K zastáncům dolní metody patří po Miloši Sovákovi například Jarmila Wagnerová (ZČU Plzeň), Renata Mlčáková nebo Ladislava Křišťanová (Hradec Králové).

### Horní metoda (Vodičkova)

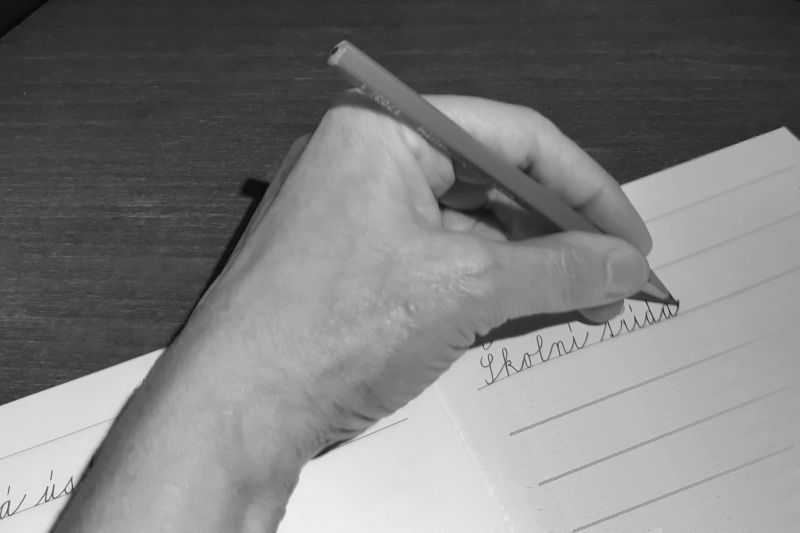
Horní metoda psaní levou rukou

V roce 2008 vyšla kniha Ivo Vodičky, který (sám levák a učitel) se začal problematikou psaní leváků zabývat. Porovnal oficiální "dolní" metodu a metodu "horního" psaní. Zaměřil se na charakter pohybů ruky a zjistil, že při běžném pravorukém způsobu převažuje psaní tahem a naopak při dolním levorukém psaní převažuje psaní tlakem (strkáním). Pravák využívá na rozdíl od leváka přirozeného kyvného pohybu ruky.
Vodička na základě toho doporučuje vést leváky tak, aby co nejvíce využili kyvný pohyb ruky, a to umožňuje horní způsob psaní ("drápání"). Papír se v tomto případě nakloní doleva (stejně jako u praváka), píšící levá ruka se opírá o papír nad řádkem tak, aby písař viděl na psaný text a nerozmazával si stopu. Držení pera přitom zůstává stejné, tedy špetkový úchop, na tom se nic nemění.
Odpůrci metody Ivo Vodičky se domnívají, že si žáci při horním psaní křiví páteř při nepřirozené poloze těla.

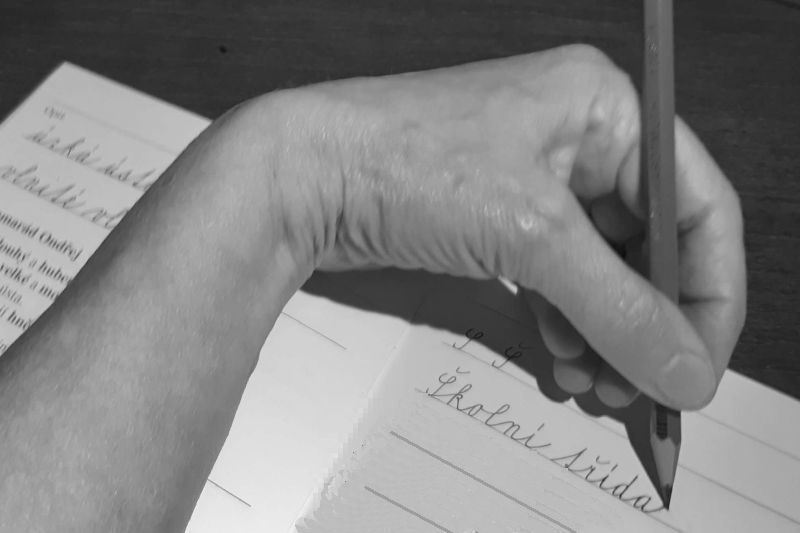
Nesprávné (vyvrácené) držení tužky

Pokud si levák sám přizpůsobí psaní po svém a zachová otočení papíru doprava (tedy zrcadlově, tak jak byl zvyklý ze školy), může vzniknout nesprávný způsob horního psaní, kdy je ruka a psací náčiní vyvráceno nahoru. Takový způsob je pro ruku unavující a neefektivní.
Metodika nácviku psaní a především předškolní grafomotorická příprava není dosud dostatečně propracovaná, velká část průpravy probíhá stejně jako u praváků, soustředí se na rozvoj motoriky ruky, na grafické dovednosti obecně. Grafomotorika v užším smyslu se nakonec většinou řeší až v první třídě, někdy učitel ponechá levákovi více volnosti v nalezení správného způsobu, někdy trvá na dolním způsobu psaní.
Vedle Ivo Vodičky patří k zastáncům horní metody například J. Šemberová.

## Psací náčiní pro leváky
Někdy se ve školách doporučuje  levákům psát náčiním, jehož stopu nemůže žák rozmazat při posunu levé ruky po papíře, levorucí začátečníci  tedy častěji používají tužku nebo kuličkové pero. Kuličkové pero (propisovací tužka) se jinak v počátcích psaní netoleruje, vyžaduje totiž větší přítlak a deformuje úchop.
Při správném držení psacího náčiní však k rozmazání levou rukou nedochází a je tedy možné využít běžného psacího náčiní. Je možné setkat se se speciálními plnicími pery s hroty tvarovanými pro leváky, ty jsou však určeny pouze pro „dolní leváky“. „Horní“ leváci používají běžné pero pro praváky, které zcela vyhovuje jejich potřebám. Někdy mívají také pera nebo tužky speciální úchop pro levou ruku usnadňující správné špetkové držení třemi prsty.
Části textu byly převzaty z článku Psaní levou rukou se svolením autorky.